# Deutz D 5005

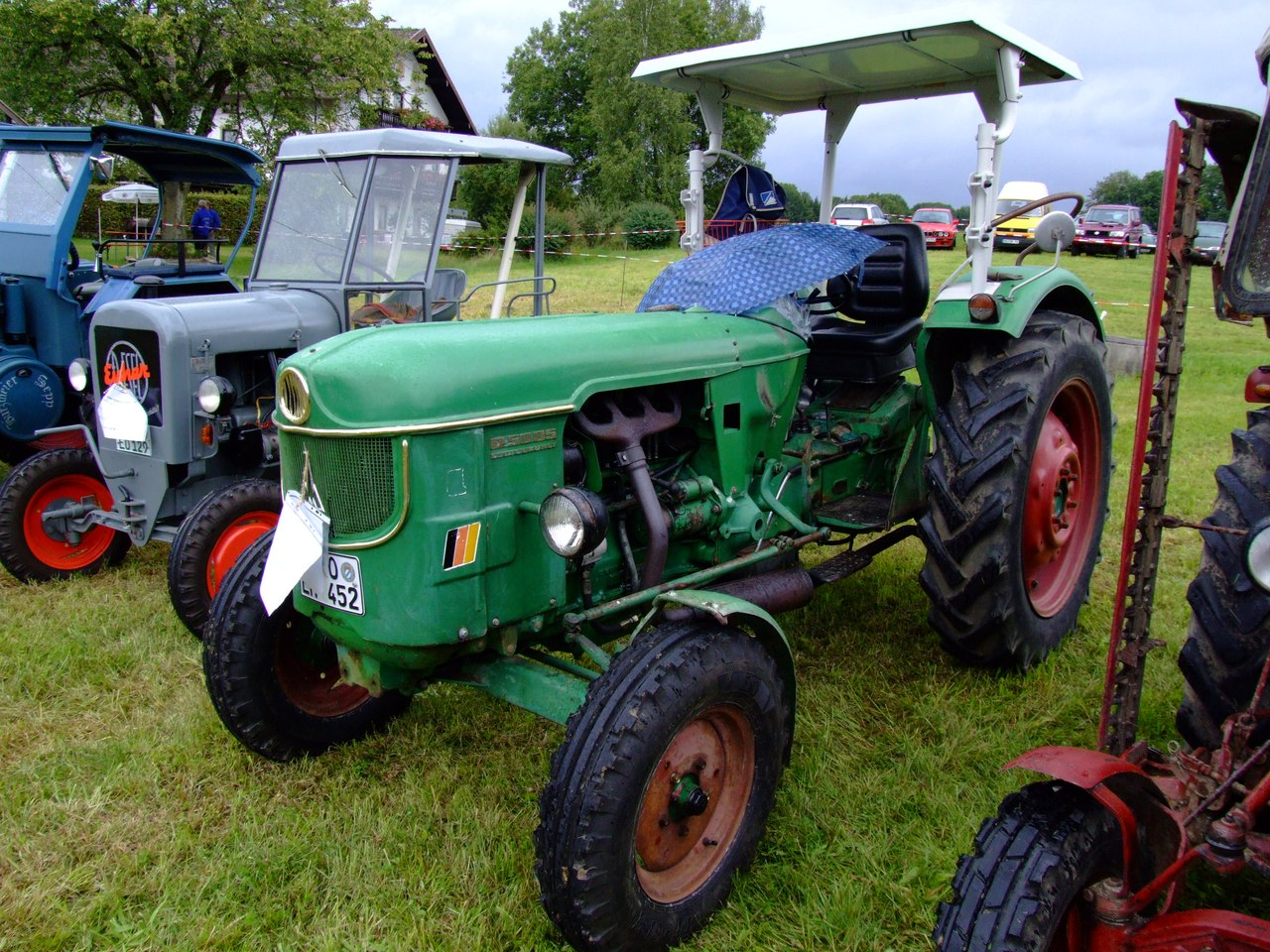
Deutz D 5005

Der Deutz D 5005 ist ein Traktormodell der Klöckner-Humboldt-Deutz AG aus der Deutz D05-Reihe, der von 1965 bis 1967 in den Deutz-Werken in Köln produziert wurde. Der D 5005 war das Vorgängermodell des D 5006. Insgesamt wurden von diesem Deutz-Modell 8300 Traktoren gebaut.
Der Vierzylinder-Viertakt-Wirbelkammer Dieselmotor vom Typ F4L 812 S des Deutz D 5005 besaß einen Hubraum von 3400 cm³. Die Nennleistung des Traktors lag bei 32,9 kW (45 PS). Das Getriebe war zu Produktionsbeginn mit 6 Vorwärts- und 2 Rückwärtsgängen verfügbar. Da dieses für den Einsatz in der Landwirtschaft zu grob war, wurde die Antriebseinheit gegen ein 8-Gang-Getriebe und eine neue Krafthebeanlage ausgetauscht. Der Motor besaß Kolben aus Leichtmetall und eine arretierbare Drehzahl. Sonst besaß er die gleichen Spezifikation wie der D 4005. Die Doppelkupplung stammte von Fichtel & Sachs. Optional war eine Schnellgangausführung erhältlich. Das Leergewicht betrug 2060 kg. Das Getriebe ist ein Deutz-Getriebe vom Typ TW 50.1 oder TW 50.2 mit manueller Schaltung. Die Höchstgeschwindigkeit lag bei 25 km/h.
Zu den Besonderheiten des D 5005 gehörten gummigefederte Lenkschenkel, eine Differentialsperre mit automatischer Ausrückung und eine Feststellbremse mit einer Trommel rechts auf der Vorlegewelle. Zudem wurde der Deutz Schlepper zusätzlich zur normalen Version auch als Allradversion angeboten. Im Jahre 1967 wurde der Deutz D 5005 von der 06er-Serie abgelöst.